# Farbstich
Unter Farbstich versteht man in der Farblehre eine Farbnuance, eine Verschiebung einer Farbe zu einer anderen Farbvalenz. Der Begriff ist in der DIN 55980 definiert.

## Farblehre

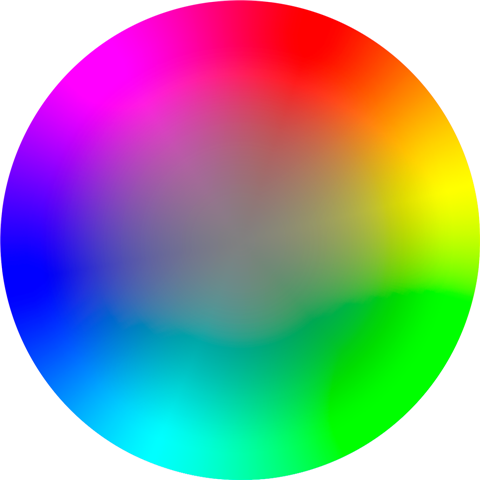
Der Farbkreis kann verdeutlichen, wie Farbstiche bezeichnet werden.

Im Allgemeinen werden Abweichungen von Farbtönen durch den Farbnamen der Grundfarben beschrieben, zu denen der vorliegende Farbton tendiert.
- Blaustich, ein Farbstich ins Blaue, auch als bläulich bezeichnet, die angebotene Farbe ist bläulicher als erwünscht.
- Grünstich, das ist grünlich,
- Rotstich, das ist rötlich,
- Gelbstich, das ist gelblich.
- Türkisstich, oder auch Cyanstich ist weniger üblich.

Die Bezeichnungen Violettstich oder Magentastich werden praktisch nicht benutzt. Stattdessen werden blauviolette Farbstiche als blaustichig und entsprechend die roten Töne, die eine Färbung zum Magenta (also letztlich zur blauen Seite des Farbkreises) haben, als Blaustich bezeichnet.
Der Graustich bezeichnet bei bunten Farben eine geringere Farbsättigung, beim Unbunt ist es ein "dunkleres" Weiß oder ein "helleres" Schwarz. So besitzt ein weißes Stoffstück nach mehrfachem Waschgang einen Graustich.
Braunstich wird als Bezeichnung bei gedeckten Farbtönen für die wärmere Farbnuance genutzt.
Als Farbkippen wird ein Farbstich bezeichnet, bei dem unterschiedliche Grauwerte zu verschiedenen Farben mit verschiedener Intensität hin abweichen.
Die Abgrenzung und Nutzung des Begriffs Farbstich ist nicht einheitlich. Im allgemeinen Sprachgebrauch wird diese Bezeichnung bei der Beschreibung von Farbnuancen neben der Adjektivbildung für die Art der Farbnamen genutzt. Das frische Laub im Mai, das Maigrün, ist ein gelbstichiges Grün oder ein gelbliches Grün, es hat „einen Stich mehr ins Gelbe“ als das Laub im Sommer.

## Gilb

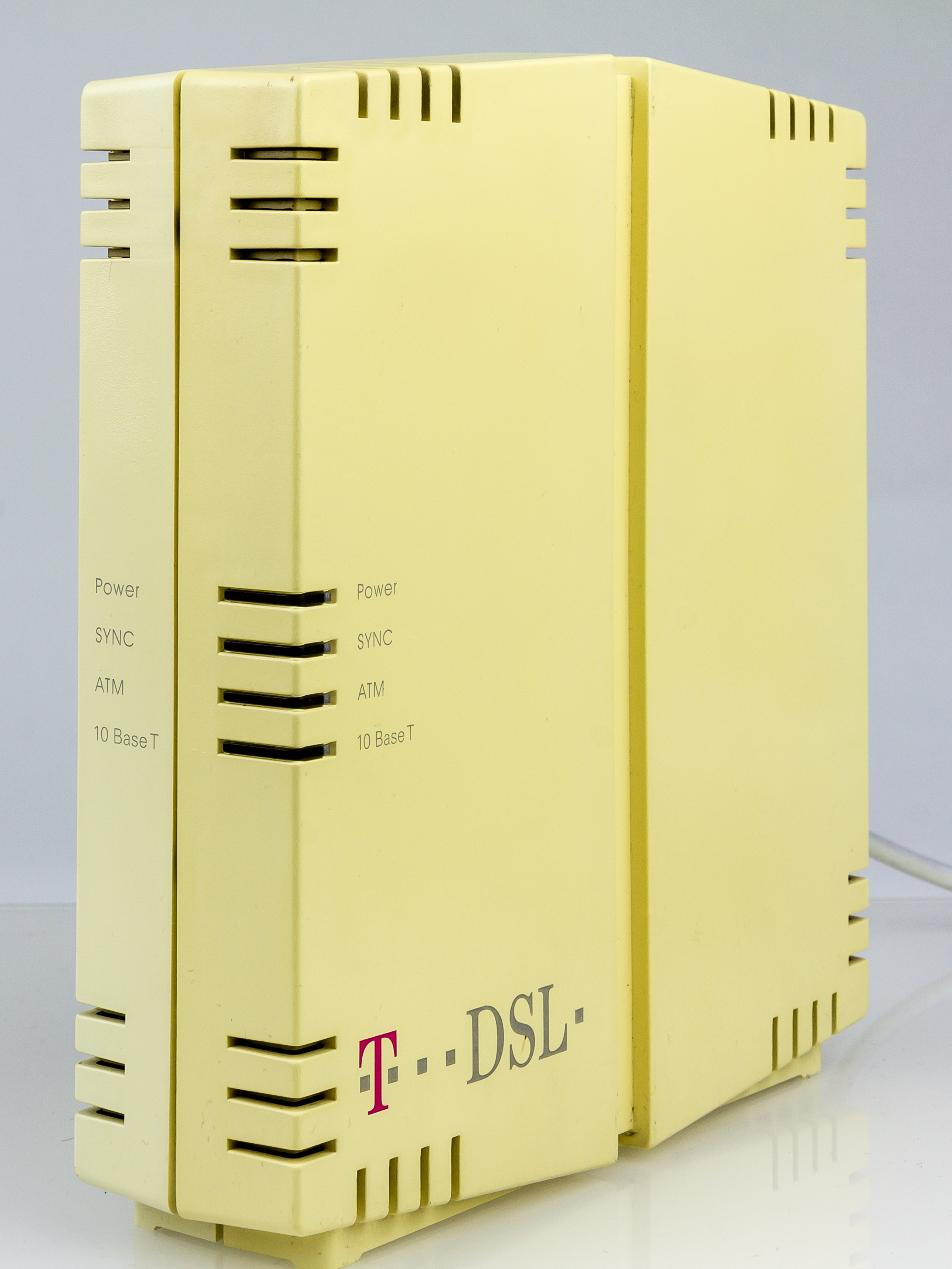
Kunststoffgehäuse eines Modems mit stark vergilbter Vorderseite

Ein Gelbstich bei Textilien, Papier und Kunststoffen wird auch mit dem von der Waschmittelwerbung geprägten Begriff „Gilb“ bezeichnet. Neben gelblichen Substanzen, die bereits im Rohprodukt existieren, vergilben Produkte, wenn Moleküle durch Alterungsvorgänge abgebaut und zersetzt werden. Besonders störend ist die einseitige Vergilbung, wie diese an Kanten oder belichteten Flächen auftritt.
Früher wurde dieser Gelbstich oder Braunstich, also die gelben Verfärbungen an Textilien besonders von unbunten Flächen, mit Wäscheblau behoben. An Oberflächen werden Abbauprodukte durch Bleichmittel beseitigt. Ein heutiger Weg sind vorbeugende Zusätze von optischen Aufhellern oder Additiven, die den Abbau verhindern und besonders bei Kunststoffen eingesetzt werden.

## Bestimmung des Maßes
Die Stichigkeit ist zwar prinzipiell farbmetrisch erfassbar, unterliegt aber persönlichen Schwankungen in der Farbwahrnehmung, etwa im Fall von Türkis (als Blau oder Grün). Trotzdem gehört das Erkennen von Farbstichen zur Grundvoraussetzung im Umgang mit Farben und kann trainiert werden.

## Reproduktion
In der Farbreproduktion soll eine Abweichung in der Farbnachstellung vom gewünschten Farbmuster vermieden werden. Dies wird durch Farbstandards versucht, wie
- Normlichtarten,
- Normfarbsysteme
  - CMYK-Euroskala im Vierfarbdruck
  - Farbkalibration wie durch Farbmanagement im EDV-Bereich
  - Farbprofile für Monitore

## Farbstich in der Fotografie

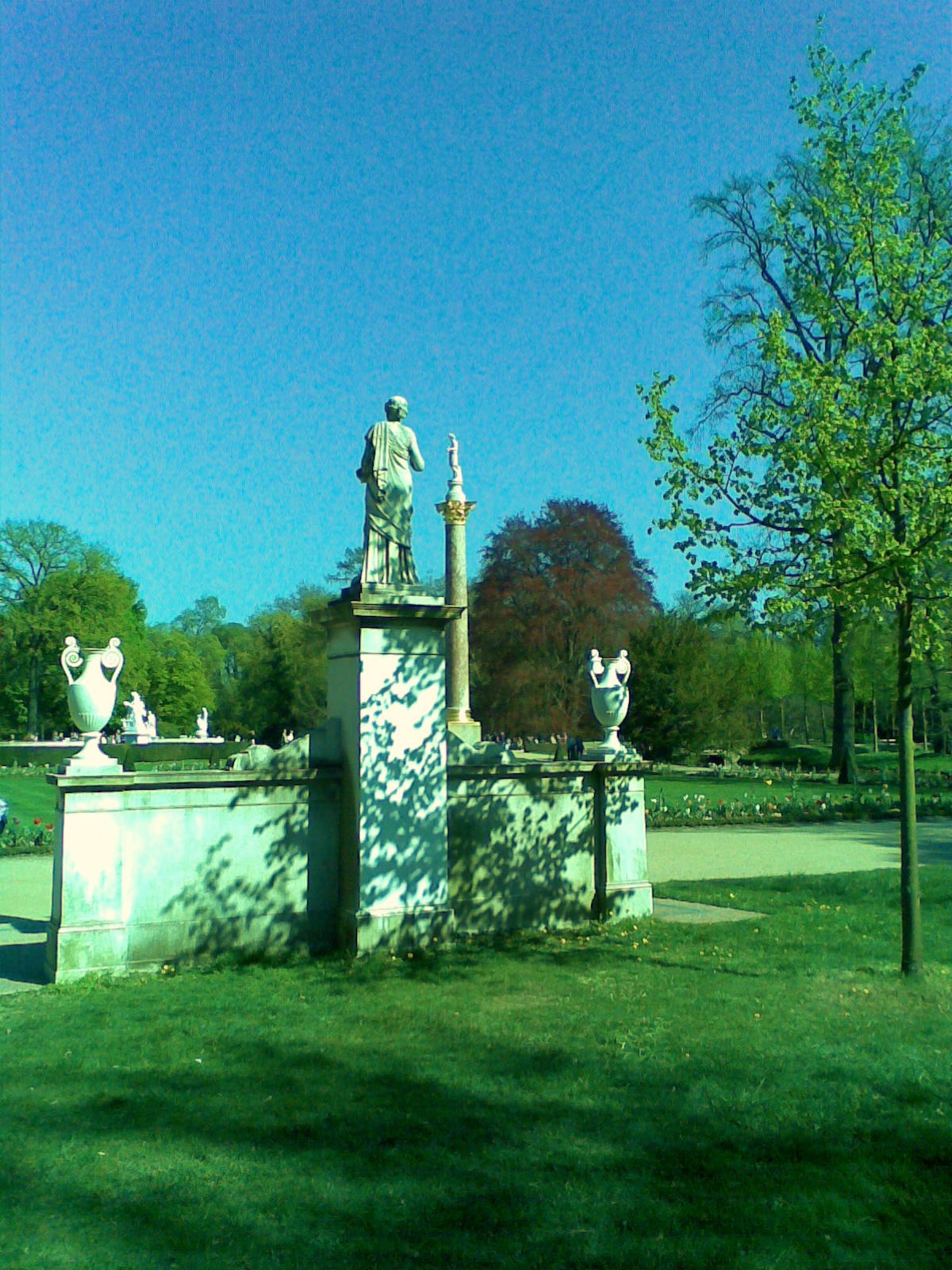
Foto mit Farbstich, aufgenommen mit einem Fotohandy

Bei einer Fotografie ist eine Abweichung im Farbton des Bildes von den natürlichen Farben meist unerwünscht. Häufigste Ursache für Farbstiche, die bei der Aufnahme entstehen, ist eine nicht zur Beleuchtung passende Farbsensibilisierung des fotografischen Films sowie ein falscher Weißabgleich bei Digitalkameras. Eine weitere typische Ursache ist zu warm oder weit über das Haltbarkeitsdatum hinaus gelagertes Filmmaterial. Hinzu kommen der Schwarzschild- sowie der Kurzzeiteffekt bei extrem langen oder kurzen Belichtungszeiten.
Eine zu dunkle oder künstliche Beleuchtung ist eine häufige Ursache für den Farbstich in einem Foto. Moderne Digitalkameras haben eine integrierte Korrektur der Farben, um einen Farbstich zu vermeiden. Diese automatische Korrektur funktioniert jedoch nicht immer richtig und passt nicht bei jeder Beleuchtung. Der Farbstich kann mit Hilfe der digitalen Bildnachbearbeitung korrigiert oder beseitigt werden.
Auch eine falsch gewählte Temperatur bei der Entwicklung von Farbfotos kann eine Veränderung des Farbtones bewirken. Farbstiche können aber auch durch fehlerhafte Ausarbeitungen, Lagerung und Alterung des Filmmaterials, Transport, Röntgenstrahlung oder Alterung des Papierbildes entstehen.
In der Digitalfotografie haben zudem die von der Kamera, dem Monitor und den Belichtern oder Druckern eingesetzten Verfahren und Farbräume einen entscheidenden Einfluss auf die farbrichtige Wiedergabe.

### Ursachen eines Farbstiches
Verschiedene Arten von Farbstich sind möglich:
Verfärbungen im dunklen Bereichkommen insbesondere bei Papierfotos vor. Dies liegt zumeist daran, dass nicht ganz die für die Filmsorte passende Farbfilter in das Vergrößerungsgerät eingelegt wurden. Auch können bei älteren Papierabzügen mit der Zeit die Farbstoffe verblasst sein.
Verfärbungen im hellen Bereichsind gewöhnlich durch die Lichtquelle begründet: Durch die Verwendung einer grünlichen Lichtquelle etwa, wie einer Leuchtstoffröhre, wird alles grünlich eingefärbt. Ausgeglichen wird dies durch die Verwendung von Filtervorsätzen oder entsprechend sensibilisiertes Filmmaterial. Bei elektronischen Aufnahmegeräten kann ein Weißabgleich durchgeführt werden.
Verfärbungen im mittleren HelligkeitsbereichDiese entstehen beispielsweise, wenn bei einer nachträglichen Farbstichkorrektur mittels Bildbearbeitungssoftware der Gammawert nicht beachtet wurde. Außerdem ist dieser Darstellungsfehler bei Druckern häufig anzutreffen und wechselt sogar von Patrone zu Patrone. Ein leichter Rotstich in den Mitteltönen kann bei Porträtfotos aber übrigens auch erwünscht sein, da die dargestellte Person auf diese Weise „frischer“ aussieht.
Es können auch mehrere Arten von Farbstich zugleich auftreten: Wurde mit einem Tageslichtfilm bei Glühlampenlicht fotografiert, sind zunächst Bilder zu erwarten, die in den hellen Bereichen gelbstichig sind. Nun benutzt die Maschine zur Herstellung der Abzüge aber „unsinnigerweise“ den Gesamteindruck des Bildes, um den „passenden“ Filter herauszusuchen. Hierdurch entsteht noch zusätzlich ein blauer Farbstich in den dunklen Bereichen des Bildes.
Ein Farbstich tritt auch auf, wenn die Identitätsfarbe nicht genau, aber noch akzeptabel dargestellt ist.

### Möglichkeiten zur Korrektur
Mit relativ geringem Aufwand ist eine Farbstichkorrektur mit einer Bildbearbeitungssoftware möglich. Solange keiner der Farbkanäle übersteuert wird, werden gute Ergebnisse erreicht. Es sollte jedoch versucht werden, einen Farbstich bereits bei der Aufnahme zu vermeiden, um das Negativ, die Datei oder das sonstige Originalbild bereits in bestmöglicher Qualität zu erzeugen.
Eine Farbstichkorrektur auf optischem Wege ist mit hohem Aufwand verbunden. Billiganbieter von Papierabzügen bevorzugen eine automatische Einstellung, damit der Gesamteindruck des Bildes neutralgrau ist. Durch sehr harte Kontraste wird der Farbstich in den hellen und dunklen Bereichen entfernt, allerdings entstehen grelle Farbflächen ohne Zeichnung. Die Bildinformation ist in einem solchen Falle endgültig beschädigt und lässt sich durch Bildbearbeitungssoftware nicht mehr wiederherstellen. Hierfür ist dann das Scannen des Negativs und die rechnerische Umkehrung besser.

## Vorsätzlicher Farbstich
Wie bei der Tonung können Farbstiche auch gezielt als Stilmittel eingesetzt werden -als Farbfilter vor dem Objektiv oder (Blitz)licht, durch elektronische Nachbearbeitung oder vorsätzliche „Fehler“ bei den normalen Arbeitsschritten.